# Chiesa di Sant'Apollonia Vergine e Martire (Mantova)
La chiesa di Sant'Apollonia Vergine e Martire fu edificata nel XII secolo con intitolazione a Santa Maria in Betlem, acquisendo successivamente, in epoca ignota, l'attuale denominazione. Nel corso dei secoli fu più volte oggetto di lavori di ristrutturazione fino all'ultimo radicale intervento, di fine '700, affidato all'architetto Paolo Pozzo. La facciata del 1834 è in stile neoclassico.

## Opere d'arte
La chiesa contiene numerosi dipinti, molti dei quali provenienti da istituzioni religiose soppresse:
- Madonna col Bambino tra le Sante Marta e Maria di Gianfrancesco Tura (inizio del `500)
- Madonna della Ghiara di Francesco Borgani
- Santa Teresa e San Giovanni della Croce di Giuseppe Bazzani
- Sacra Famiglia coi Santi Zenone e Stefano di Giuseppe Bottani del 1799 esposta nell`abside
- Rachele nasconde gli idoli di Labano, olio su tela, 1680, di Marc'Antonio Donzelli.[2]